# Лучка (Полтавская область)
Лучка (укр. Лучка) — село, Сенчанская сельская община, Миргородский район, Полтавская область, Украина.
Код КОАТУУ — 5322686602. Население по переписи 2001 года составляло 284 человека.

## Географическое положение
Село Лучка находится на правом берегу реки Сула, выше по течению на расстоянии в 2 км расположено село Сенча, ниже по течению на расстоянии в 2,5 км расположено село Хитцы, на противоположном берегу — село Рудка. Река в этом месте извилистая, образует лиманы, старицы и заболоченные озёра.

## История
- 1623 — дата основания.

## Экономика
- Молочно-товарная ферма.

## Галерея

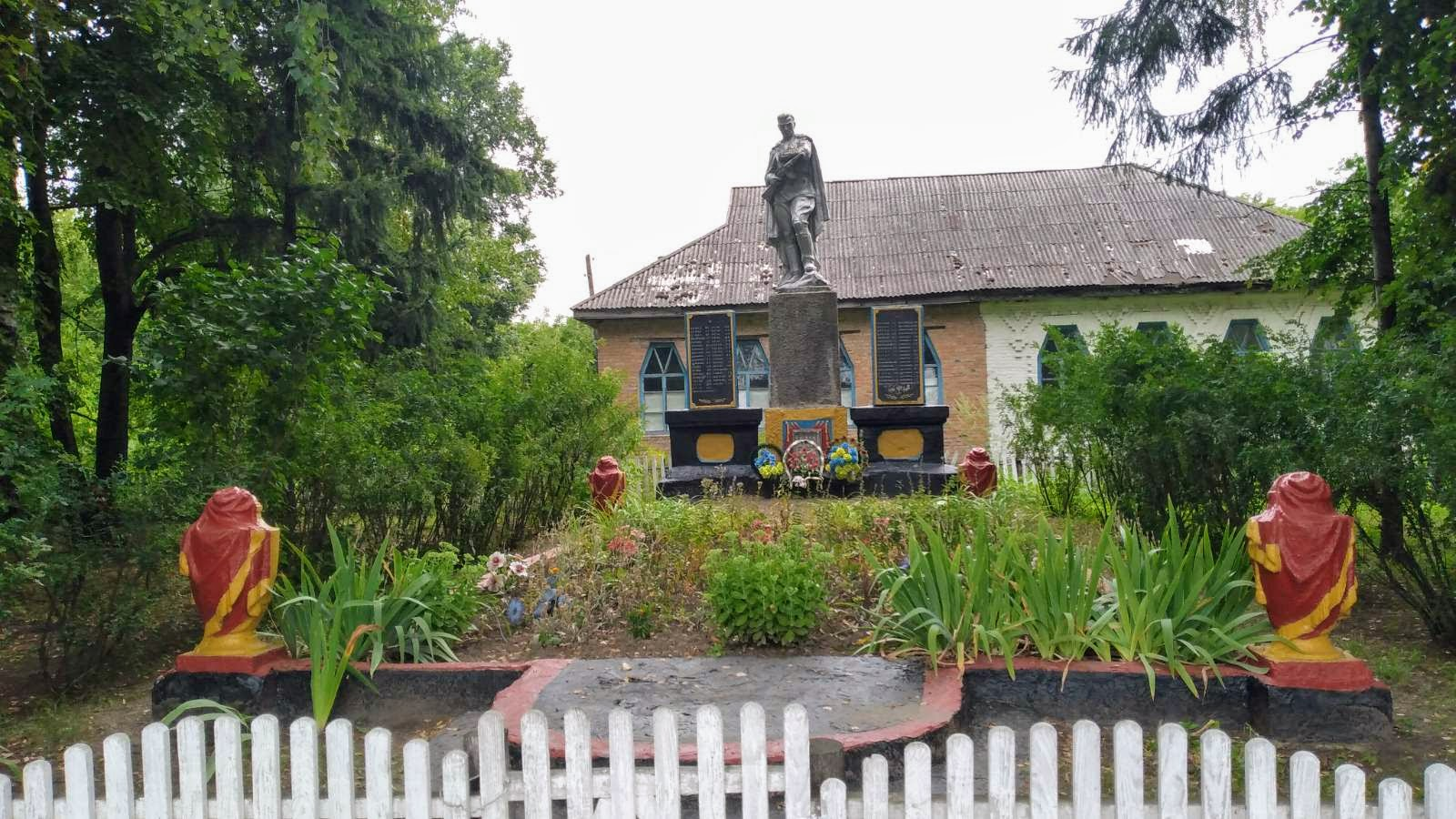
Братская могила советских воинов, погибших в ВОВ
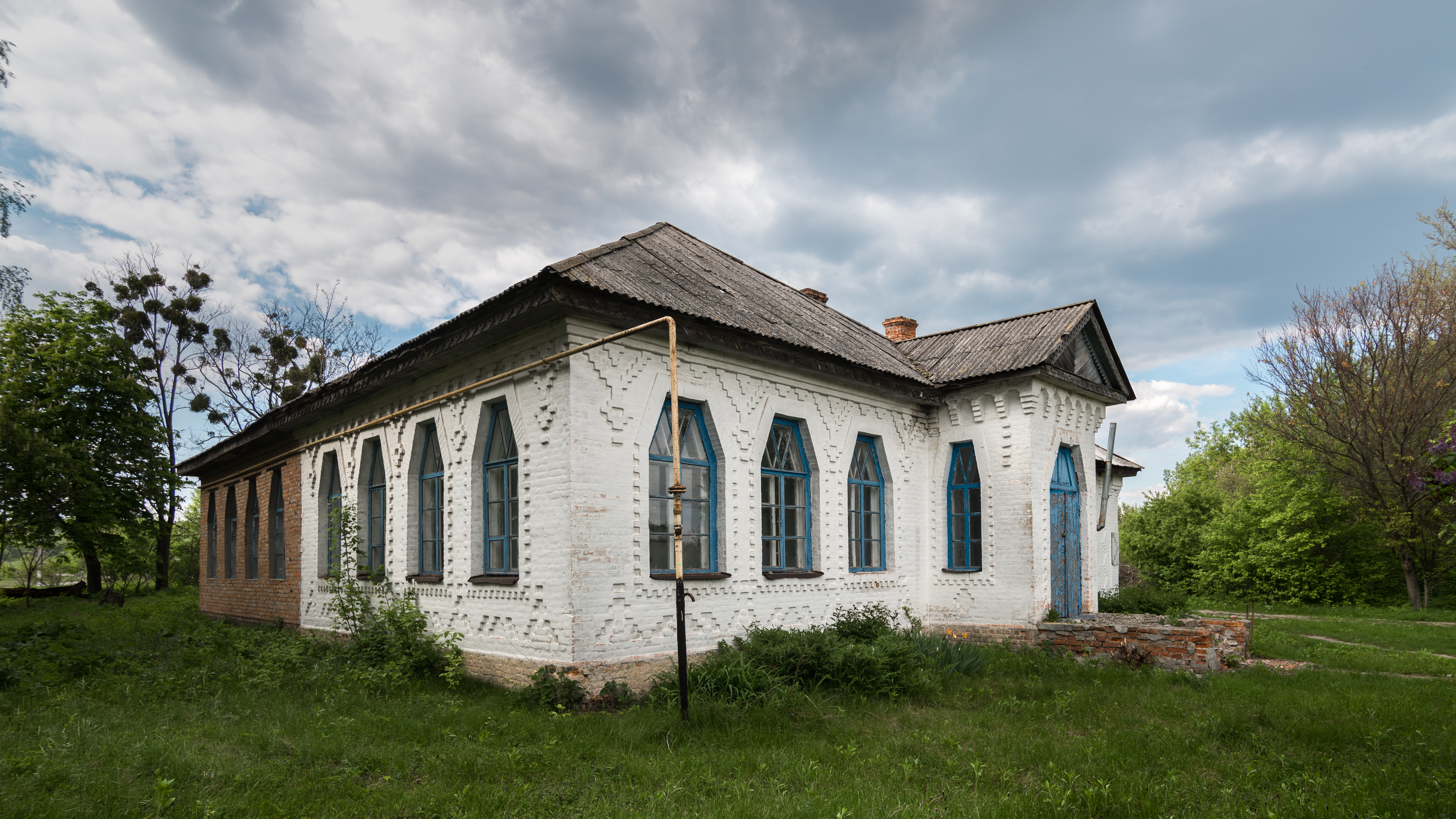
Школа